# Batman v Superman: Dawn of Justice
Batman v Superman: Dawn of Justice (bra: Batman vs Superman: A Origem da Justiça ou Batman vs Superman - A Origem da Justiça; prt: Batman v Super-Homem: O Despertar da Justiça) é um filme de super-herói norte-americano de 2016, baseado nos personagens Batman e Superman da DC, dirigido por Zack Snyder e escrito por Chris Terrio e David S. Goyer. O filme, que também introduz a Mulher-Maravilha, Flash, Aquaman e Ciborgue, segue o confronto entre Batman e Superman, manipulado por Lex Luthor. É o segundo filme do DCEU, após Man of Steel.
O longa estreou em março de 2016 e, embora tenha quebrado recordes de estreia, sofreu uma queda significativa em seu segundo fim de semana. Recebeu críticas mistas, elogiando o visual e o elenco, mas criticando o tom e o ritmo. A versão estendida, Ultimate Edition, foi lançada em junho de 2016 com 30 minutos adicionais de cenas.

## Sinopse
Após a batalha entre Superman e Zod em Metrópolis, o mundo se divide sobre a presença de um ser tão poderoso e incontrolável como Superman. Bruce Wayne, sob o manto do Batman, acredita ser extremamente perigoso permitir que um ser como tal permaneça livre. Traumatizado pelo caos em Metrópolis e obcecado por sua visão, ele decide enfrentar Superman, enquanto a humanidade se pergunta que tipo de herói precisa ter.

## Enredo
Dezoito meses após a batalha destrutiva do Superman com o General Zod em Metrópolis, o Superman tornou-se uma figura controversa. O bilionário Bruce Wayne, que tem secretamente operado em Gotham City como o violento vigilante Batman por quase duas décadas, culpa Superman pelas vítimas que resultaram de sua luta com o General Zod. Superman, trabalhando como jornalista do Planeta Diário como Clark Kent, vê Batman como perigoso e procura expô-lo. O magnata da LexCorp, Lex Luthor, também vê Superman como uma ameaça e busca convencer a senadora June Finch a apoiar sua importação da kriptonita criada na tentativa de terraformação de Zod no Oceano Índico. Embora Finch barre a produção de armas biológicas, outro senador concede a Luthor acesso à nave caída e aos restos mortais de Zod para buscar uma forma de deter o Superman se necessário.
Bruce se infiltra em um evento na mansão de Luthor para clonar dados do computador principal da LexCorp, mas seus dados são roubados pela misteriosa negociante de antiguidades Diana Prince, que busca um arquivo que Luthor tem sobre ela. Bruce recebe os dados de volta depois que ela faz uma cópia. Ao descriptografar os dados, ele descobre não só as experiências de Luthor com kriptonita, mas também sua investigação em curso sobre meta-humanos, incluindo Diana Prince, que é uma guerreira imortal. Batman tenta recuperar a kriptonita de Luthor, mas é interceptado por Superman, que o avisa para cessar as suas atividades. Mais tarde, Finch convoca Superman para uma audiência no Congresso no Capitólio dos Estados Unidos para debater a validade de suas ações, onde Luthor planta uma bomba que mata dezenas de pessoas, incluindo Finch e a assistente de Luthor. O público coloca a culpa do atentado no Superman, que se sente culpado por não ter impedido a chacina e se exila.
Conforme antecipado por Luthor, Batman rouba a kriptonita e se prepara para iniciar um ataque preventivo contra o Superman; construindo uma armadura poderosa e granadas e lança de kriptonita. Projetando um plano reserva, Luthor ativa a Câmara Gênese a bordo da nave de observação e junta seu próprio DNA ao de Zod para criar sua arma secreta, o Apocalypse. Luthor põe Lois em perigo para forçar o Superman a aparecer e ir à Torre da LexCorp, onde ele revela que ele tem conhecimento dos segredos do herói há algum tempo. Luthor extorque Superman a confrontar Batman, revelando que tem sua mãe Martha Kent refém e a matará caso ele não coopere, prevendo que um dos heróis iria morrer durante a batalha. Superman tenta argumentar com Batman, revelando que sabe seus segredos, mas isso leva a uma luta em que Batman enfraquece Superman com kriptonita e quase o mata com a lança. Superman implora ao Batman para "salvar Martha", que também era o nome da falecida mãe de Bruce, fazendo-o cair em si e aceitar que Superman não é uma ameaça. Ao saber do plano de Luthor, Batman vai resgatar Martha enquanto Superman confronta Luthor, que aciona seu monstro kryptoniano: o Apocalypse feito com tecnologia de Krypton. Superman e Batman unem forças para combatê-lo e são ajudados por Diana, que chega com sua vestimenta de amazona, mas são derrotados devido à capacidade da criatura de absorver e redirecionar energia. Ao perceber que seus DNA kriptonianos compartilhavam de uma mesma vulnerabilidade, Superman recupera a lança de kriptonita e atravessa a criatura com ela, enquanto Apocalypse apunhala Superman com seus espinhos de ossos, aparentemente matando-o.
Luthor é preso depois de Lois Lane expor seus numerosos crimes; quando visitado por Batman na prisão, ele se vangloria da morte de Superman e alerta que isso tornou o mundo vulnerável a ameaças poderosas, sobre as quais ele aprendeu ao manipular a tecnologia da nave de Krypton. Batman ameaça Luthor, e promete que ele o estará sempre observando. Um memorial é feito em homenagem ao Superman em Metrópolis. Clark também é declarado morto e Bruce, Lois, Martha, e Diana comparecem a um modesto funeral para ele em Smallville. Martha entrega a Lois um envelope que contém o anel de noivado que Clark pretendia dar a ela. Depois do funeral, Bruce revela a Diana que planeja formar uma equipe para proteger o mundo na ausência do Superman, começando com os meta-humanos dos arquivos de Luthor. Logo depois, Lois joga um pouco de terra no caixão de Clark e quando ela sai, é ouvido um leve batimento cardíaco e depois a terra que Lois jogou no túmulo de Clark começa a levitar.

## Produção

### Desenvolvimento
"... depois que terminamos Man of Steel e começamos a pensar em quem estaria no próximo filme, eu comecei a mencionar sutilmente que seria legal se ele enfrentasse o Batman. Você está numa reunião sobre a história e pensando com quem ele [Superman] lutaria, após ter lutado com um alien ameaçador, o Zod, que é igualmente forte, de seu planeta natal, lutando no nosso planeta... Sabe, com quem ele vai lutar agora?... Mas eu não vou dizer de modo algum que aceitei ser diretor em Man of Steel para chegar de um modo subversivo ao Batman. Eu realmente acredito que após contemplar sobre quem encararia o Superman, Batman veio no cenário."

— Snyder, sobre como o Batman apareceu no filme
Em 1999, um rumor afirmava que Ben Affleck estaria cotado para interpretar Batman e sua então namorada, Gwyneth Paltrow, interpretaria a Mulher-Gato, na época, o ator negou o boato.
Em junho de 2013, a Warner Bros. anunciou que o diretor Zack Snyder e o roteirista David S. Goyer retornariam para uma sequência de Man of Steel, com o estúdio considerando o lançamento para o filme em 2014. No mês seguinte, Snyder confirmou na San Diego Comic-Con International que a continuação de Man of Steel, cuja data de lançamento tinha mudado para 2015, estrelaria o encontro entre Superman e Batman num formato cinematográfico pela primeira vez. Snyder e Goyer escreveriam a história, e Goyer ficaria responsável pela construção do roteiro, e Christopher Nolan envolvido em um papel consultivo como produtor executivo. De acordo com Snyder, o filme se inspiraria na história em quadrinhos The Dark Knight Returns de Frank Miller. No entanto, em novembro de 2013, Snyder disse que o filme não seria baseado na graphic novel. "Se você vai fazer isso, você precisaria de um Superman diferente. Nós estamos trazendo o Batman para o universo em que este Superman vive". O filme marca a primeira vez em que a Mulher-Maravilha aparece nos cinemas, personagem esse que a Warner tentava levar ao formato desde 1996.
Em dezembro de 2013, Chris Terrio foi contratado para reescrever o roteiro de Goyer. Terrio já havia colaborado com Affleck em Argo. Comentando suas influências, Terrio revelou em um artigo publicado pelo Wall Street Journal que o filme se inspiraria na trilogia de Batman de Nolan, a redação de 1972 do filósofo e semiólogo italiano Umberto Eco, "The Myth of Superman" e o poema de W. H. Auden, "Musée des Beaux Arts", que contrasta os detalhes cotidianos da vida das pessoas normais com as lutas épicas de figuras mitológicas. Segundo ele, "Em histórias de super-heróis, Batman é Plutão, deus do submundo, e Superman é Apolo, deus do céu. Isso começou a ser realmente interessante para mim - que o conflito deles não é apenas devido a manipulação, mas suas próprias existências." O Coringa e o Charada iriam aparecer no filme, mas Snyder decidiu cortá-los do roteiro final.
O título oficial do filme, Batman v Superman: Dawn of Justice, foi revelado em maio de 2014. Snyder afirmou que ter o "V" no título, em vez de "versus" foi uma maneira "para impedi-lo de ser, diretamente, um filme de ‘versus’, mesmo na forma mais sutil". Henry Cavill mais tarde declarou: "Eu não chamaria isso de uma continuação de Superman. Agora é Batman versus Superman, uma entidade completamente separada. Estamos apresentando o personagem Batman e expandindo o universo que criamos em Man of Steel". A revista Forbes observou que, embora o filme surgiu como uma continuação de Man of Steel, foi "renovado para um piloto para Liga da Justiça e/ou um eventual filme solo do Batman."

### Design

Assim como na HQ The Dark Knight Returns, Batman usa uma armadura blindada em sua luta contra o Superman.

Michael Wilkinson retornou como figurinista. Ele atualizou o traje do Superman de Man of Steel para que "estivesse mais novo e certo para este filme do universo de quadrinhos de Zack Snyder". O primeiro traje do Batman apresentado no filme é influenciado por The Dark Knight Returns; e é diferente dos trajes vistos em filmes anteriores do Batman em live-action, pois é feito de pano em vez de ser uma armadura. Uma imagem do visual da Mulher-Maravilha foi divulgada na  San Diego Comic-Con 2014,  em que o traje desaturava as cores vermelha, azul e dourada que compõem o traje da maioria das versões do personagem. Um segundo traje do Batman também foi revelado nesta Comic-Con, e diferente do primeiro, é uma armadura. O visual do Aquaman neste filme o mostra "tatuado em padrões de maori" e usando um traje "adornado com tons de ouro, armadura negra e prateada".
De acordo com o lote da Warner Bros. Studios, a nova geração do Batmóvel combinou a inspiração tanto do design elegante e aerodinâmico dos clássicos Batmóveis quanto da construção militar de alta suspensão do mais recente Tumbler da trilogia The Dark Knight. Projetado pelo designer de produção Patrick Tatopoulos, o Batmóvel tem cerca de 20 pés de comprimento e 12 pés de largura. Os óculos que Cavill usa como Clark Kent são feitos pelo designer britânico de óculos artesanais Tom Davies.

### Filmagens
Em setembro de 2013, Larry Fong entrou na equipe do longa como cinegrafista, tendo trabalhado anteriormente com Zack Snyder em 300, Watchmen e Sucker Punch. As filmagens iniciais começaram em 19 de outubro de 2013, no East Los Angeles College, onde houve uma partida de futebol americano entre a Universidade de Gotham City e a rival, a Universidade Estadual de Metrópolis. No fim do mês, a fazenda dos Kent vista em Man of Steel começou a ser reconstruída para o filme. A fotografia principal envolvendo o elenco principal começou em 19 de maio de 2014 na cidade de Detroit, com cenas com Gal Gadot como Diana Prince sendo filmadas no dia 16 de maio.
Filmagens adicionais começaram em novembro de 2014, em Chicago, Illinois. Outras locações incluem: o Eli and Edythe Broad Art Museum na Universidade Estadual de Michigan, Yorkville, Illinois e Novo México. Sequências do filme, incluindo uma cena que retrata o assassinato dos pais de Bruce Wayne, foram filmadas com câmeras IMAX. Estavam planejadas filmagens no Marrocos, porém o surto de Ebola que ocorreu na África Ociedental fez com que as filmagens que aconteceriam lá mudassem para o Novo México. As filmagens chegaram ao fim em 5 de dezembro de 2014.

### Música
Hans Zimmer compôs a trilha sonora do filme, enfatizando um desafio para não reutilizar os temas que ele estabeleceu com o personagem Batman da trilogia de Christopher Nolan. Junkie XL, que forneceu música adicional de Man of Steel, também retornou para este filme, ajudando a compor o tema do Batman. Originalmente, Zimmer recrutou o Junkie XL para compor o material do Batman, com o Zimmer planejando se concentrar apenas no lado do Superman da trilha, mas o tema final do Batman foi escrito por ambos os compositores como uma colaboração. O álbum de trilha sonora do filme foi lançado em 18 de março de 2016 por WaterTower Music.

## Elenco e personagens

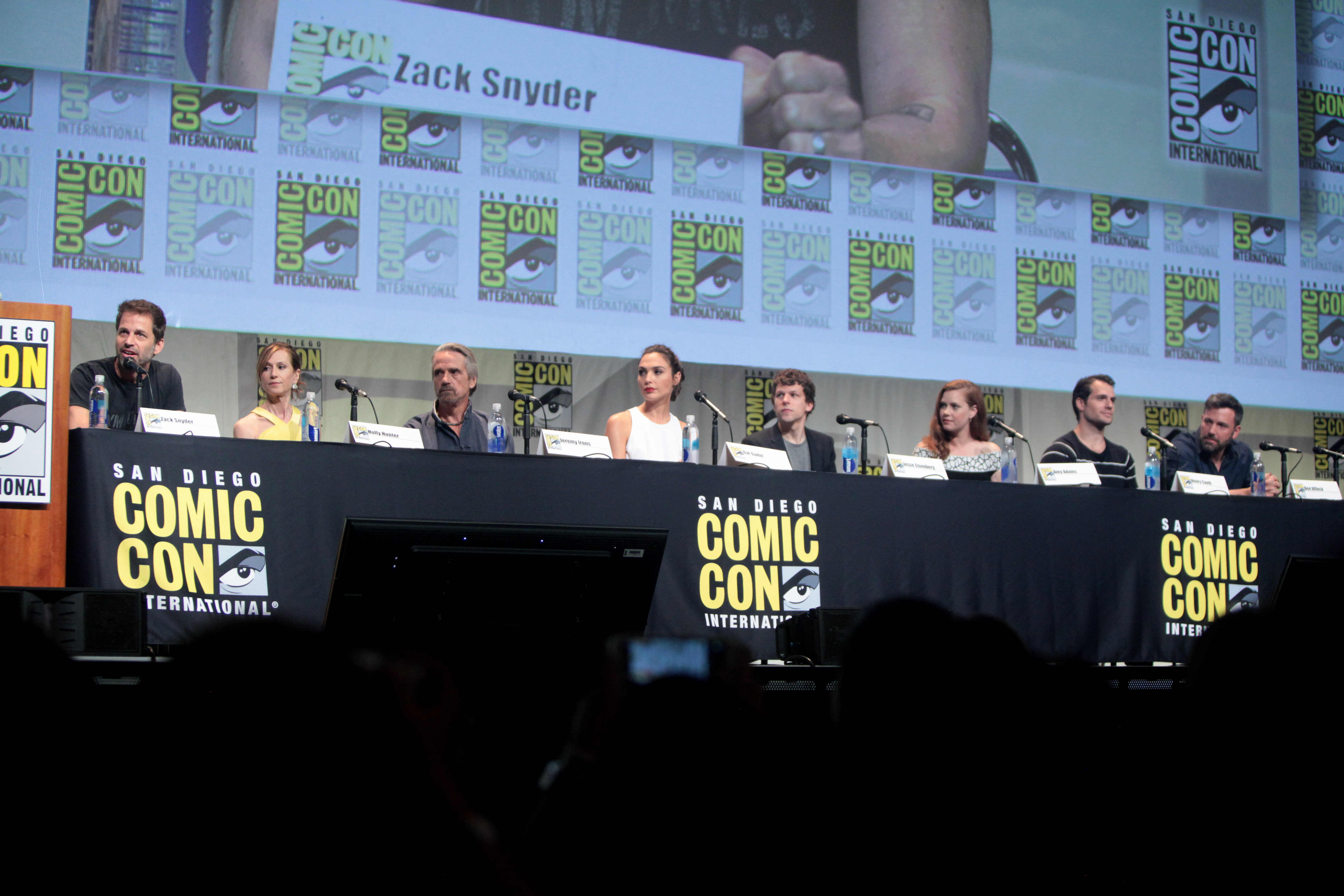
Elenco do filme na San Diego Comic-Con 2015.

- Ben Affleck como Bruce Wayne / Batman
- Henry Cavill como Clark Kent / Superman
- Amy Adams como Lois Lane
- Jesse Eisenberg como Lex Luthor
- Diane Lane como Martha Kent
- Laurence Fishburne como Perry White
- Jeremy Irons como Alfred Pennyworth
- Holly Hunter como Senadora Finch
- Gal Gadot como Diana Prince / Mulher-Maravilha
- Scoot McNairy como Wallace Keefe
- Tao Okamoto como Mercy Graves
- Callan Mulvey como Anatoli Knyazev

Jeffrey Dean Morgan e Lauren Cohan interpretam Thomas e Martha Wayne, os falecidos pais de Bruce Wayne; Robin Atkin Downes interpreta, por meio de captura de movimento e voz, o vilão Apocalipse. Patrick Wilson interpreta o Presidente dos Estados Unidos em um papel de voz; Michael Cassidy interpreta Jimmy Olsen, um agente da CIA disfarçado de fotógrafo. Reprisando seus papéis de Man of Steel estão Harry Lennix como Secretário Calvin Swanwick, Kevin Costner como o já falecido Jonathan Kent, Christina Wren como Major Carrie Farris e Carla Gugino como a inteligência artificial kryptoniana Kelor. O cadáver de General Zod também aparece, no entanto, Michael Shannon não gravou nenhuma cena para o filme, então seu rosto foi colocado no corpo do modelo fitness Greg Plitt. Mark Edward Taylor interpreta Jack O'Dwyer, um executivo das Empresas Wayne.
Ezra Miller, Jason Momoa e Ray Fisher aparecem como Barry Allen / Flash, Arthur Curry / Aquaman e Victor Stone / Ciborgue, respectivamente, em breves aparições, o que dá indícios para a suas aparições no filme Liga da Justiça. Joe Morton tem uma aparição como Silas Stone, pai de Ciborgue. O Senador Americano Patrick Leahy faz uma aparição como o Senador Purrington, enquanto a senadora Debbie Stabenow também aparece como a Governadora de Nova Jersey. Neil deGrasse Tyson, Soledad O'Brien, Anderson Cooper, Nancy Grace e Charlie Rose aparecem como eles mesmos. Jena Malone foi escalada como Janet Klyburn, uma cientista dos laboratórios S.T.A.R., mas sua cena foi cortada da versão teatral, junto com Coburn Goss como Padre Leone e Joseph Cranford como Pete Ross, que reprisam seus personagens de Man of Steel: suas cena foram restauradas na versão de Blu-Ray, chamada de Ultimate Edition. O apresentador de TV Jon Stewart tem um cameo na versão estendida. Chris Pine aparece numa fotografia de Diana Prince como Steve Trevor, para estabelecer uma conexão com Mulher-Maravilha, onde ele reprisou este papel.

## Lançamento
Batman v Superman: Dawn of Justice estreou no Auditório Nacional da Cidade do México em 19 de março de 2016. Foi lançado nos Estados Unidos em 25 de março de 2016 em 2D, 3D, IMAX 3D e 4DX. Em janeiro de 2014, o filme moveu a data original de 23 de junho de 2015 para 6 de Maio de 2016, para que os cineastas "tivessem mais tempo para realizar uma visão completa, dada a complexidade natural da história". Em agosto de 2014, a data mudou pela última vez: 6 de maio de 2016 para 25 de março de 2016.
No dia 17 de abril de 2015, a Warner Bros. divulgou o primeiro trailer do filme, no qual mostra uma nação contra o Superman.
Para a divulgação do filme, a revista EW divulgou um vídeo em que Ciborgue e Flash eram confirmados em Batman Vs Superman.
Em 28 de junho de 2016, uma cópia digital da "Versão Estendida" foi lançada, acrescentando 30 minutos do filme e recebeu críticas favoráveis.[carece de fontes?]

## Recepção

### Bilheteria
O filme arrecadou US $ 166 milhões na América do Norte em seu fim de semana de abertura, a oitava maior abertura de todos os tempos, à frente de The Dark Knight Rises ($ 160,9 milhões). BvS teve uma abertura em todo o mundo de US $ 422,5 milhões, o que se destaca como a segunda maior abertura para a Warner Bros. e a quarta maior de todos os tempos. Ele se tornou o quarto filme para ter uma abertura global superior a $ 400 milhões. Também teve um bilheteria IMAX no mundo inteiro durante o fim de semana de abertura de US $ 36 milhões em 945 telas IMAX, a terceira maior da história, atrás de Star Wars: O Despertar da Força (US $ 48 milhões) e Jurassic World (US $ 44 milhões). No entanto, tanto dentro como fora dos Estados Unidos, Batman v Superman: Dawn of Justice experimentou uma má retenção notável de sexta-feira á domingo, e estabeleceu um novo recorde para a pior queda de sexta-feira á domingo para um lançamento de um filme de super-herói na história, com um declínio de 58%, o que era anteriormente detido pelo Fantastic Four.
Em seu segundo fim de semana, Batman v Superman: Dawn of Justice experimentou uma "histórica" queda de bilheteria,  com um declínio de 81,2% na sexta-feira que foi "uma das maiores quedas entre duas sexta-feiras de qualquer blockbuster", e uma queda geral de 68,4% para o fim de semana, apesar de não "enfrentar qualquer grande competição nas bilheterias", tornando-o o segundo maior declínio para um filme de super-herói famoso, atrás apenas de Hulk (2003). Brad Brevet, escrevendo para o Box Office Mojo, informou que "parecia que Batman v Superman estava esperando uma queda em qualquer lugar de 58-68% e acabou fixando-se no lado errado dessas expectativas." Scott Mendelson, jornalista da Forbes, disse: "seja o filme bom ou não, ou o público não foi receptivo ao longa, é a mais baixa para um segundo e terceiro fins de semana ... Sim, ainda estamos falando de uma segunda sexta-feira de $ 15,35 milhões e um segundo fim de semana de US $ 50 milhões, mas em termos de pernas, este filme infelizmente, não parece ter nenhuma". Continuando esta tendência, em seu terceiro fim de semana, o filme caiu 54,3% em que Brad Brevet concluiu para o Box Office Mojo que "as pernas deste estão provando ser bastante curtas."
Nas semanas que antecederam ao lançamento do filme, as vendas antecipadas de ingressos ultrapassaram o The Dark Knight Rises, Os Vingadores, e Furious 7. Em todo o mundo, estimou-se a arrecadar entre US $ 300-340 milhões em mais de 35.000 telas em sua semana de estreia. Ele passou a marca de US $ 50 milhões em vendas de ingressos IMAX em seu segundo fim de semana, arrecadando um total de US $ 53,4 milhões em 571 telas IMAX. O chefe de distribuição doméstica da Warner Bros., Jeff Goldstein, descreveu o desempenho de bilheteria do filme como um "resultado fantástico, em qualquer medida." O analista de bilheteria, Jeff Bock, disse que "ainda assim, fora os dois filmes do O Cavaleiro das Trevas de Christopher Nolan, e os Batman de Tim Burton, quando você os ajusta pela inflação, esta é a propriedade de maior bilheteria na DC até agora. Ele passa O Homem de Aço por mais de US $ 200 milhões", e no geral, "BvS relançou com sucesso o universo cinematográfico da DC, mas eles não estão nem perto da Marvel Studios em termos de recepção crítica e proezas de bilheteria. Pode-se e apenas espero que o maior e melhor ainda está a caminho." O filme precisava chegar a US $ 800 milhões em receita de bilheteria para recuperar o seu investimento de acordo com os analistas financeiros. Apesar de ter ultrapassando este valor, foi considerado "uma decepção" por não chegar a US $ 1 bilhão, isto resultou em que a Warner Bros., em maio 2016, criasse a DC Films, dando a responsabilidade a uma equipe executiva dedicada para os filmes baseados na DC Comics, semelhante ao foco da Marvel Studios dentro do grupo Marvel Entertainment.

### Críticas
Batman v Superman: Dawn of Justice recebeu em geral resenhas negativas dos críticos. Algumas das críticas desfavoráveis ao filme foram relacionadas ao tom sombrio, a edição, e sua narrativa sem foco. O filme recebeu elogios por seu espetáculo visual e as performances de Affleck, Gadot, Irons e Hunter, enquanto o desempenho de Cavill foi chamado de "sem carisma". A atuação de Eisenberg como Lex Luthor recebeu críticas "polarizadas", com críticos elogiando sua interpretação do personagem ou argumentando que ele "aleijou" o filme. No Rotten Tomatoes, Batman v Superman: Dawn of Justice tem uma classificação de 27% de aprovação, com uma nota média de 4.9/10. De acordo com o consenso crítico do site, "Batman v Superman: Dawn of Justice sufoca uma história potencialmente poderosa - e alguns dos super-heróis mais emblemáticos da América - em um turbilhão sombrio orientado de ação e efeitos." Metacritic, que atribui uma avaliação normalizada a comentários de críticos convencionais, deu ao filme uma pontuação média de 44/100, baseado em 50 críticas, indicando "críticas mistas ou médias". Em contrapartida, sua versão estendida, apesar de manter o mesmo tom sombrio, recebeu críticas mais favoráveis acerca da edição, enquanto ao mesmo tempo, a Warner foi amplamente criticada por ter "podado" a visão de Snyder.
BBC News informou que, "o filme tinha sido amplamente elogiado pelos fãs depois de sua primeira exibição em Nova York na semana passada. Mas os críticos não têm sido tão positivos sobre o filme muito aguardado".

## Prêmios e indicações
| Prêmio                            | Categoria                                             | Indicação                                             | Resultado | Referência    |
| --------------------------------- | ----------------------------------------------------- | ----------------------------------------------------- | --------- | ------------- |
| 22.º Critics' Choice Movie Awards | Melhor Atriz em Filme de Ação                         | Gal Gadot                                             | Indicado  | [ 72 ]        |
| Framboesa de Ouro                 | Pior filme                                            | Batman v Superman: Dawn of Justice                    | Indicado  | [ 73 ] [ 74 ] |
| Framboesa de Ouro                 | Pior ator                                             | Ben Affleck                                           | Indicado  | [ 73 ] [ 74 ] |
| Framboesa de Ouro                 | Pior ator                                             | Henry Cavill                                          | Indicado  | [ 73 ] [ 74 ] |
| Framboesa de Ouro                 | Pior ator coadjuvante                                 | Jesse Eisenberg                                       | Venceu    | [ 73 ] [ 74 ] |
| Framboesa de Ouro                 | Pior combo                                            | "Ben Affleck e seu BFF Henry Cavill"                  | Venceu    | [ 73 ] [ 74 ] |
| Framboesa de Ouro                 | Pior diretor                                          | Zack Snyder                                           | Indicado  | [ 73 ] [ 74 ] |
| Framboesa de Ouro                 | Pior prequel, refilmagem, filme derivado ou sequência | Batman v Superman: Dawn of Justice                    | Venceu    | [ 73 ] [ 74 ] |
| Framboesa de Ouro                 | Pior roteiro                                          | Batman v Superman: Dawn of Justice                    | Venceu    | [ 73 ] [ 74 ] |
| Satellite Awards                  | Melhor Blu-ray/DVD                                    | Batman v Superman: Dawn of Justice (Ultimate edition) | Indicado  | [ 75 ]        |
| Kids' Choice Awards 2017          | Filme preferido                                       | Batman v Superman: Dawn of Justice                    | Indicado  | [ 76 ]        |
| Kids' Choice Awards 2017          | Ator de filme preferido                               | Ben Affleck                                           | Indicado  | [ 76 ]        |
| Kids' Choice Awards 2017          | Ator de filme preferido                               | Henry Cavill                                          | Indicado  | [ 76 ]        |
| Kids' Choice Awards 2017          | Atriz de filme preferido                              | Amy Adams                                             | Indicado  | [ 76 ]        |
| Kids' Choice Awards 2017          | Favorito Butt-Kicker                                  | Ben Affleck                                           | Indicado  | [ 76 ]        |
| Kids' Choice Awards 2017          | Favorito Butt-Kicker                                  | Henry Cavill                                          | Indicado  | [ 76 ]        |
| Kids' Choice Awards 2017          | Favorito IniAmigos                                    | Ben Affleck e Henry Cavill                            | Indicado  | [ 76 ]        |

## Universo Estendido DC

Batman v Superman deu continuidade ao Universo Cinematográfico DC. Zack Snyder dirigiu o filme da Liga da Justiça. Chris Terrio escreveu o roteiro e Ben Affleck se tornou Produtor Executivo. Ben Affleck, Gal Gadot, Ezra Miller, Jason Momoa e Ray Fisher reprisam seus papéis.

## Versão estendida
Um corte estendido do filme apelidado de Ultimate Edition foi lançado em Blu-ray. Esta versão recebeu uma classificação indicativa "R" da Motion Picture Association of America, por mais violência do que o corte teatral classificado "PG-13", tem 30 minutos a mais do que a versão teatral, e recebeu críticas favoráveis.